# Стерегущий (остров)
Стерегу́щий — остров архипелага Северная Земля. Административно относится к Таймырскому Долгано-Ненецкому району Красноярского края.
Расположен в километре к юго-востоку от острова Мачтового и в 3,5 километрах от юго-восточного окончания острова Комсомолец.
Имеет слегка вытянутую форму длиной около 200 метров. Существенных возвышенностей на острове нет. В 300 метрах к юго-западу от Стерегущего расположена банка глубиной 91 метр.
Назван в 1962 году в память о погибшем в ходе русско-японской войны миноносце «Стерегущий».

## Топографические карты
- Лист карты U-47-XXXI,XXXII,XXXIII бух. Кренкеля. Масштаб: 1 : 200 000. Состояние местности на 1988 год. Издание 1992 г.